# Юзефово (Пшасниський повіт)
Юзефово (пол. Józefowo) — село в Польщі, у гміні Пшасниш Пшасниського повіту Мазовецького воєводства.
У 1975-1998 роках село належало до Остроленцького воєводства.